# Sondergericht
 (janvier 2013).

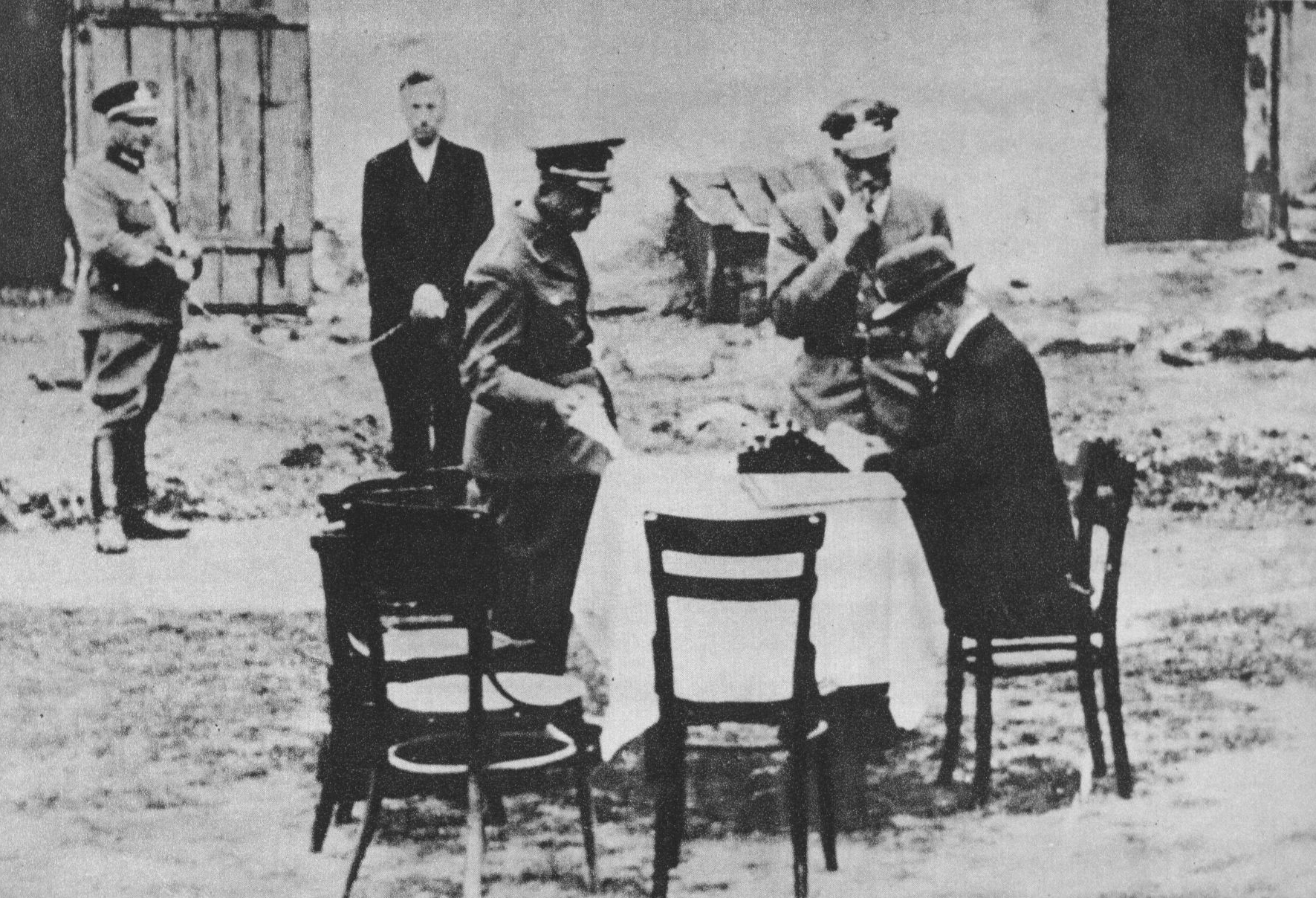
à Bydgoszcz.

Un Sondergericht, un « tribunal d'exception » (pluriel : Sondergerichte) est  un tribunal hitlérien. À partir de 1933,  une variété de nouveaux crimes et délits institués par lois ou décrets d'exception sont jugés par des juridictions spéciales du Troisième Reich.

## Avant-guerre
Les Sondergerichte  naissent peu après  l'incendie du Reichstag, prétexte de la prise totale du pouvoir par les Nazis. Ils constituent la première juridiction créée par le régime national-socialiste le 21 mars 1933. Ils visent d'abord les opposants politiques puis à partir du 1er septembre 1933 les défaitistes et les traitres à la patrie. Le décret sur l'incendie du Reichstag (28 février 1933) comprend six  articles :
- L’article 1 suspend la plupart des libertés civiles – liberté des personnes, liberté d'expression, liberté de la presse, droit à l'association et aux réunions publiques, confidentialités des postes et téléphones, protection du domicile et des propriétés.
- Les articles 2 et 3 transmettent au gouvernement du Reich certaines prérogatives normalement dévolues aux Länder.
- Les articles 4 et 5 établissent des peines très lourdes pour certains délits particuliers, notamment la peine de mort pour l'incendie de bâtiments publics.
- L’article 6 dispose que le décret prend effet le jour de sa proclamation.

Ce décret est bientôt complété par d'autres dispositions législatives :
- décret de protection du gouvernement de la révolution nationale-socialiste (21 mars 1933),
- loi contre les attaques visant l'État et le Parti (20 décembre 1934),
- loi sur la garantie de la paix (13 octobre 1933).

Dès 1933, il y a 26 Sondergerichte. À partir de 1934, une cour spéciale, le Volksgerichtshof, traite les affaires de haute trahison (espionnage et intelligence avec l'ennemi).
Un Sondergericht comprend trois juges qui choisissent l'avocat de la défense. Les verdicts sont exécutables immédiatement, sans possibilité d'appel. Les juges décident de la nécessité et de la suffisance des preuves. L'avocat de la défense n'a pas le droit de contester ces preuves. Les cas les plus bénins sont sanctionnées par des peines à temps, dans une prison ou un camp.
Cependant, les législateurs hésitent à promulguer des lois trop faciles à transgresser qui les obligeraient à s'en prendre aux gens « ordinaires » dont ils recherchent le soutien. Sauf cas particulier, les propos tenus en privé, les blagues concernant les dignitaires du régime, ne sont pas pris en compte. A contrario les « propos séditieux » constituent le délit le plus fréquent. Pour la seule année 1937 les tribunaux prononcent 17 618 mises en accusation pour ce délit. En conséquence les Allemands se méfient les uns des autres et évitent de critiquer publiquement le régime.

## Seconde Guerre mondiale
Ces dispositions sont encore étendues et aggravées, à partir de la déclaration de guerre. En 1942, il y a 74 Sondergerichte dont sont passibles non seulement les sujets allemands, mais encore les millions d'étrangers vivant en Allemagne :
- prisonniers de guerre,
- travailleurs requis ou volontaires,
- résistants et politiques déportés en vertu du décret Nacht und Nebel.

Progressivement, les Sondergerichte traitent de simples délits requalifiés en crimes, évinçant ainsi les tribunaux traditionnels. Les Allemands comparaissent pour vols dans les quartiers bombardés, abattage clandestin, écoute de radios étrangères, propos désabusés rapportés par des mouchards...
Les étrangers sont accusés de correspondance illégale, actes de solidarité, tentatives d’association, complicité d’évasion, propos anti-allemands, graffitis injurieux, petits trafics, maladresses et négligences professionnelles requalifiées en sabotage.
Les politiques et les résistants alliés sont inculpés de haute trahison alors qu'ils ne sont pas sujets allemands et que leur pays est en guerre contre l'Allemagne.